# چخماقلو (مانه و سملقان)
چخماقلو روستایی در دهستان حومه بخش مرکزی شهرستان مانه و سملقان استان خراسان شمالی ایران است

## جمعیت
بر پایه سرشماری عمومی نفوس و مسکن در سال ۱۳۹۵ جمعیت این روستا ۱٬۲۴۴ نفر (در ۳۶۶ خانوار) بوده است.